# Moskevská (Praha)
Moskevská ulice v Praze ve Vršovicích je významná komunikace, procházející s mnoha zatáčkami ve směru od severozápadu k jihovýchodu celými Vršovicemi. Její délka je asi 2,1 km.
Ulice se původně od svého vzniku již před rokem 1885 jmenovala Palackého (byla pokračováním stejnojmenné ulice na Vinohradech, dnešní Francouzské). V letech 1940–1945 se jmenovala Bismarckova, což odkazovalo na německého kancléře Ottu von Bismarcka, pak krátce do roku 1947 opět Palackého a od roku 1948 nese název Moskevská, odkazující na ruské město Moskvu.
Částí ulice (až k Vršovické) vede tramvajová trať, tramvaje tu mají zastávky s názvem Ruská, Vršovické náměstí, Čechovo náměstí; další částí jezdí autobusy, zastávky jsou Koh-i-noor a Vršovický hřbitov.
V roce 2015 byla téměř po dvou letech dokončena revitalizace Moskevské ulice, včetně rekonstrukce tramvajové tratě, inženýrských sítí i veřejného osvětlení. V roce 2022 získala tato revitalizace Cenu Víta Brandy.

## Trasa ulice
Ulice protíná celé Vršovice. Od křižovatky s Francouzskou a Ruskou klesá na jih, křižuje ji Kodaňská. Potom vede kolem Heroldových sadů, pod Rangherkou a před kostelíkem svatého Mikuláše se stáčí k východu; na Vršovickém náměstí z ní doprava k jihu odbočuje ulice Sportovní. Moskevská pokračuje kolem budovy Husova sboru, křižuje ji Žitomírská, a vede dál k východu přes náměstí Svatopluka Čecha (pod kostelem svatého Václava). Za náměstím se opět se stáčí k jihu, křižuje Vršovickou a pokračuje dál na jih až k železniční trati. Tam vede do mírného kopce, prudce zahýbá doleva (na východ) a asi po 100 m opět doprava na jih, přejíždí trať přes obloukový silniční most a pokračuje kolem Vršovického hřbitova ke křižovatce s ulicemi U Vršovického hřbitova, Bohdalecká a Nad Vršovskou horou, kde pod parkem Františka Langera končí.
Podél ulice či v její blízkosti je několik zajímavých objektů:
- Vršovická záložna, se dvěma sloupy s orlem (Vršovické náměstí 67/8; od roku 1964 kulturní památka)[4]
- Rangherka (Vršovický zámeček, kulturní památka od roku 2003)[5]
- barokní kostel svatého Mikuláše (kulturní památka od roku 1964)[6]
- budova Husova sboru (Moskevská 967/34, kulturní památka od roku 2022;[7] je v ní i Divadlo MANA)
- nárožní činžovní dům Moskevská 262/57 (bývalé Waldesovo muzeum, kulturní památka od roku 2003);[8] v domě je umístěna Galerie DESET[9]
- konstruktivistický kostel svatého Václava, kulturní památka od roku 1964[10]
- areál bývalé továrny Koh-i-noor Waldes, kulturní památka od roku 2020[11]
- Sídliště Vlasta, soubor panelových staveb postavený mezi roky 1972 a 1977 (na místě bývalých vozatajských kasáren, která byla za silnicí do Strašnic)[12]
- ocelový silniční most přes vršovické seřaďovací nádraží, postavený v roce 1913
- Vršovický hřbitov

## Galerie

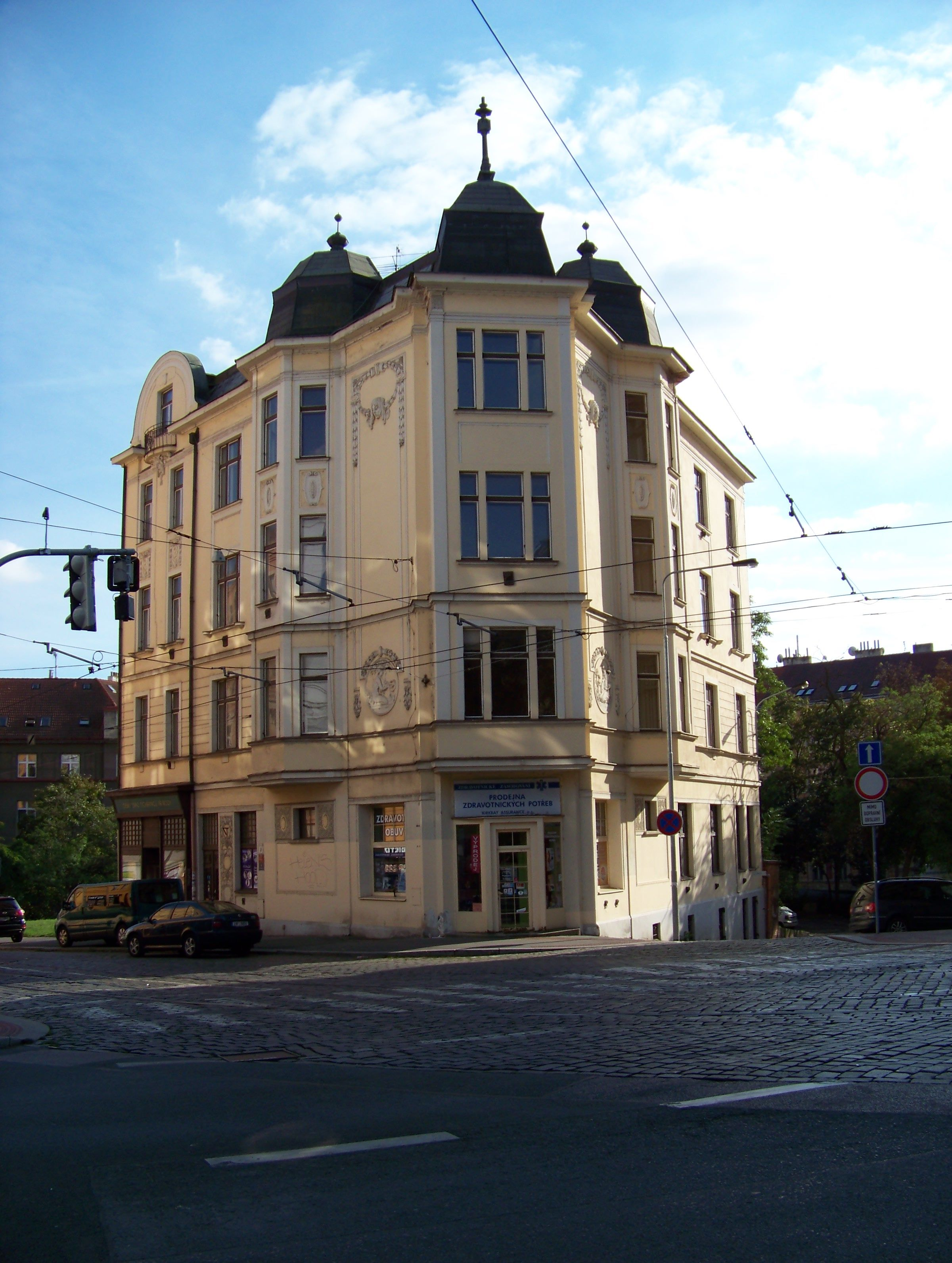
Činžovní dům na začátku ulice (Moskevská 77/4)
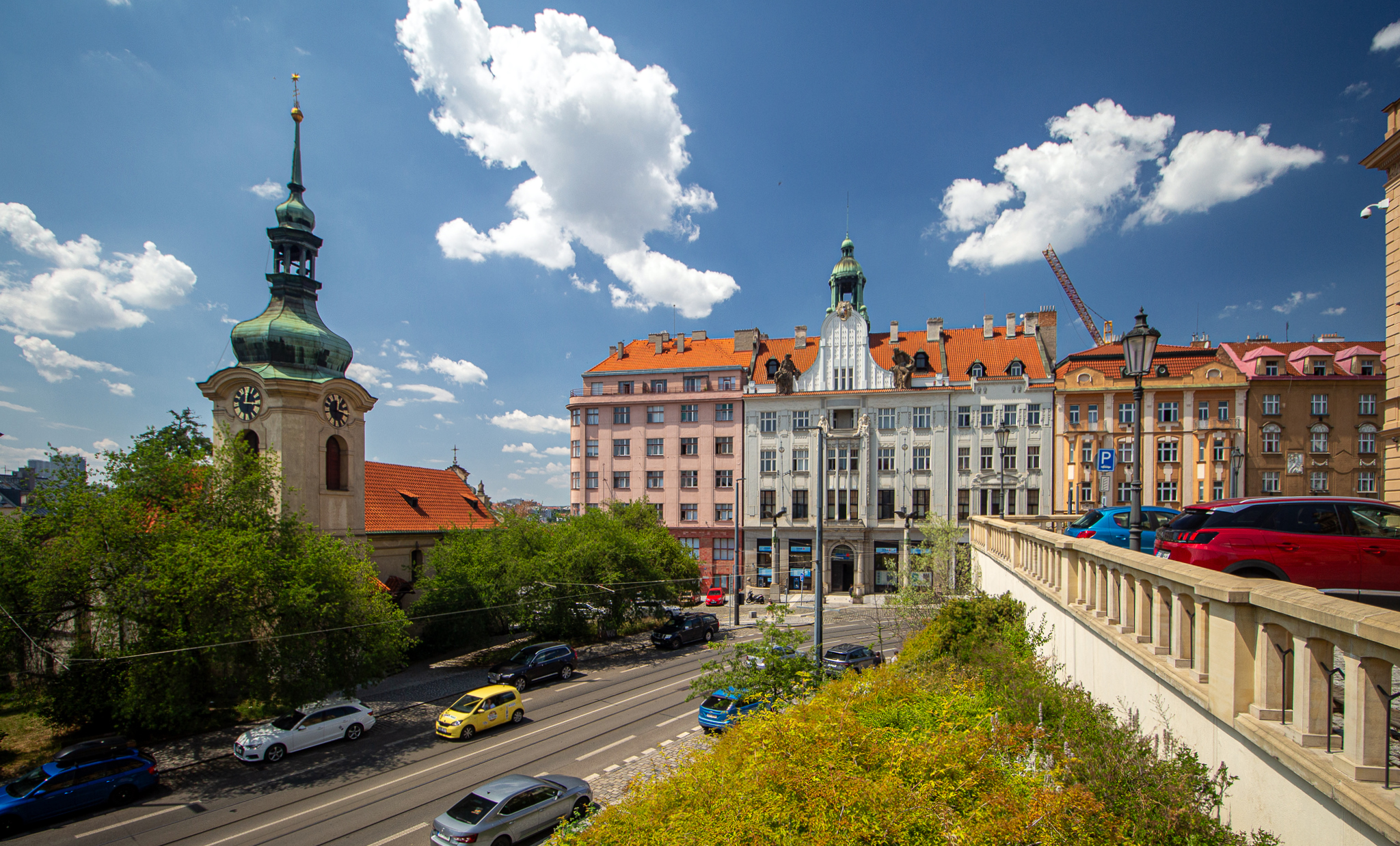
Kostel sv. Mikuláše a budova záložny
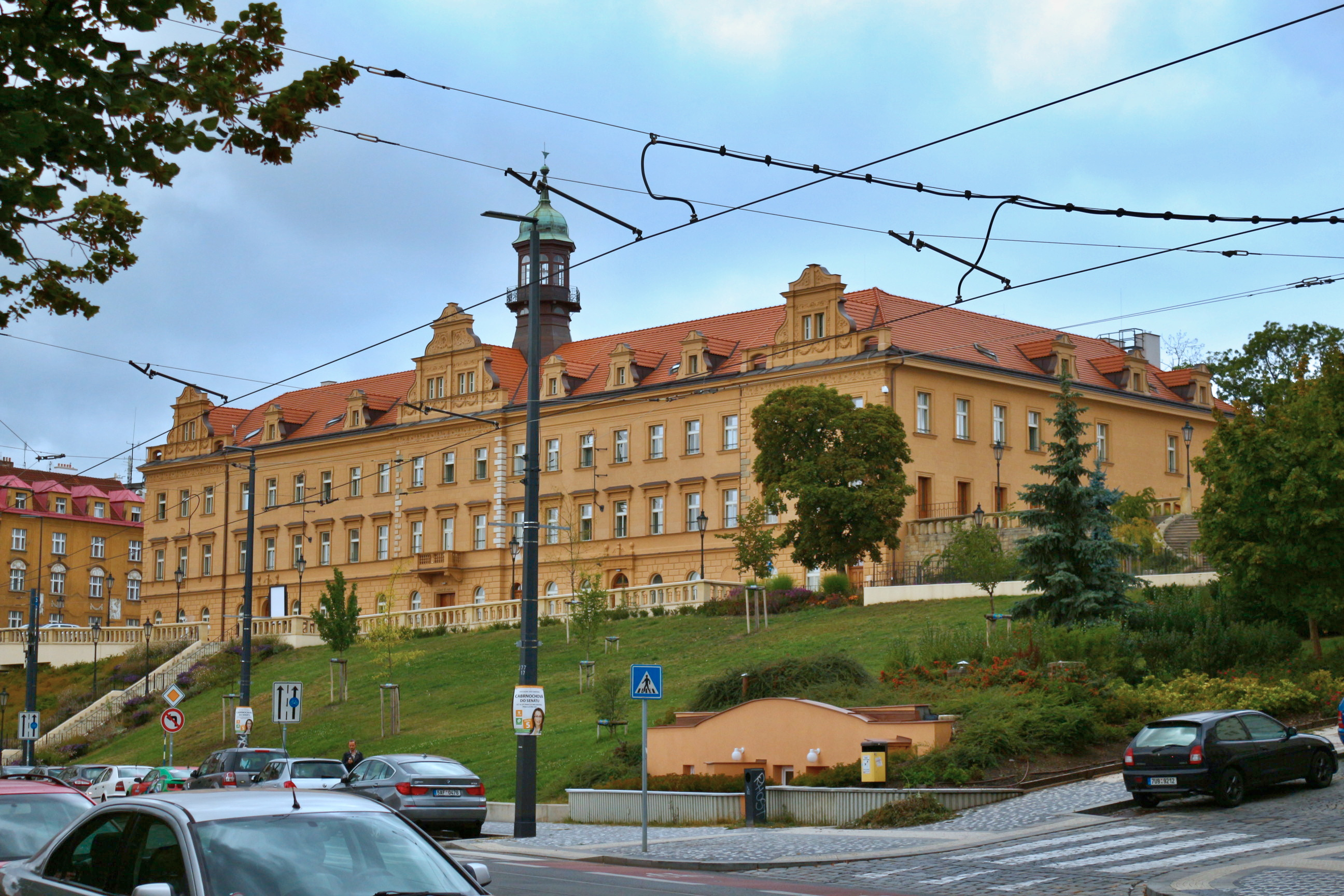
Rangherka
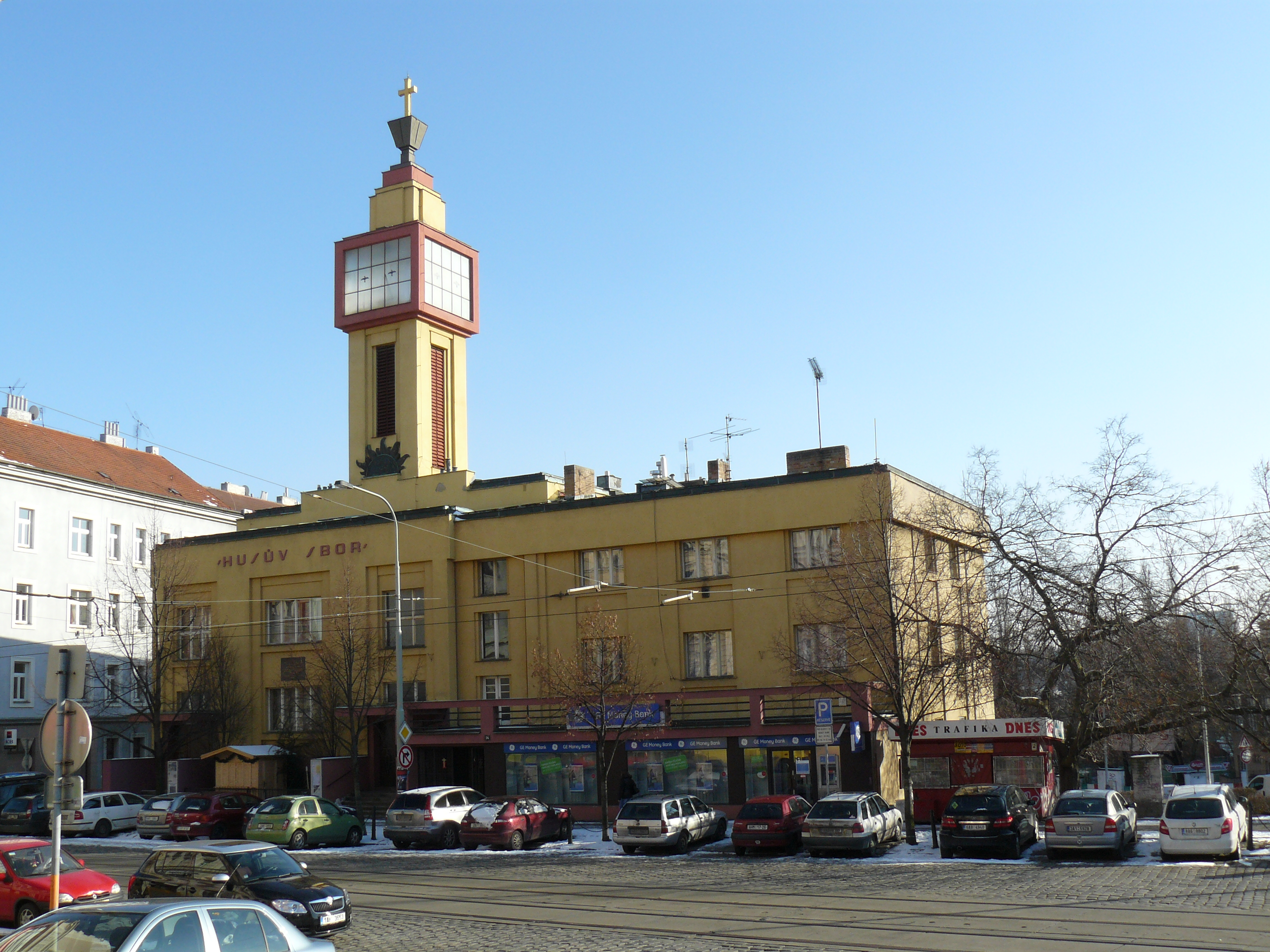
Husův sbor
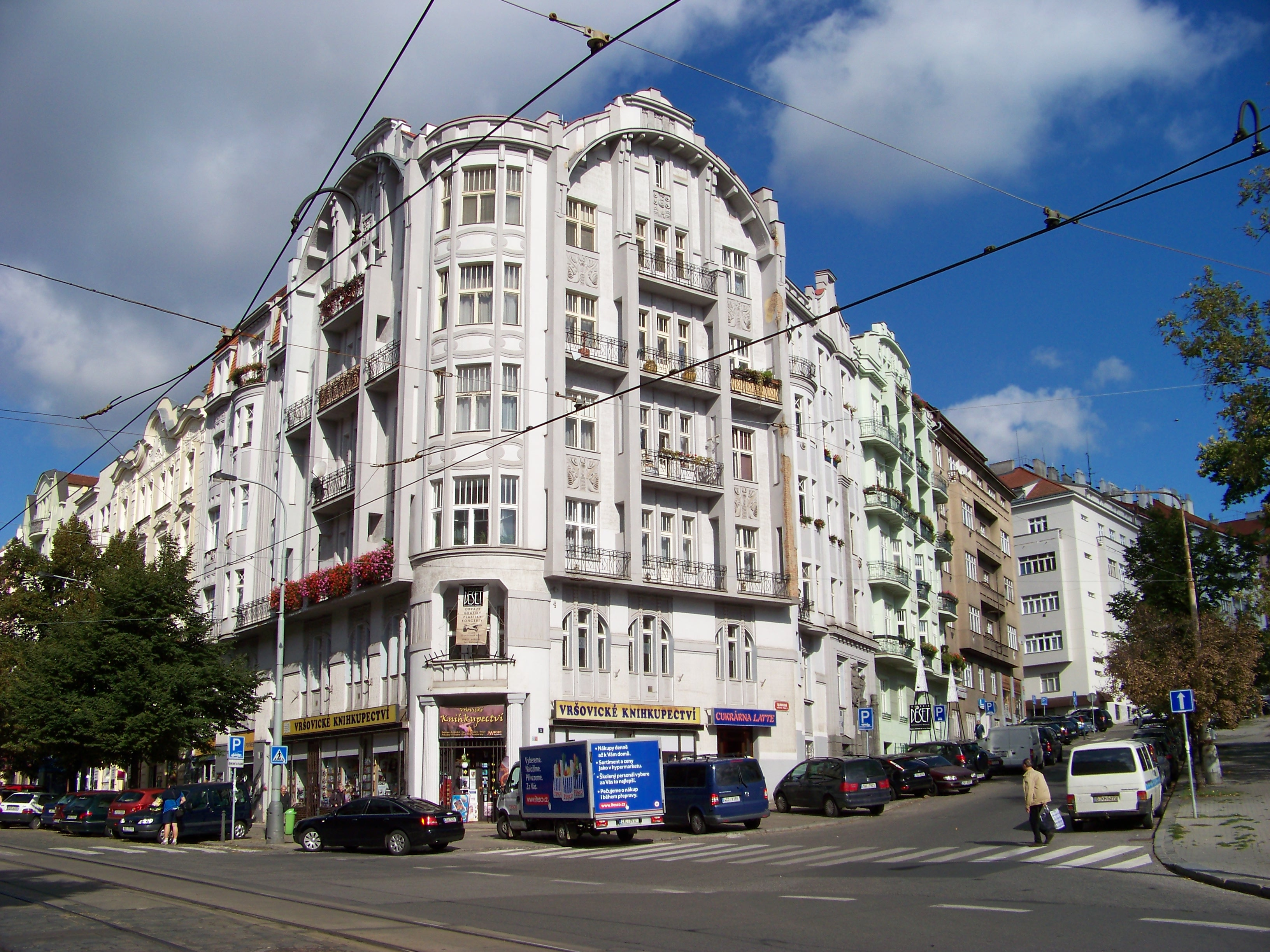
Nároží se Sloviskou ulicí (dům, v němž je Waldesovo muzeum)
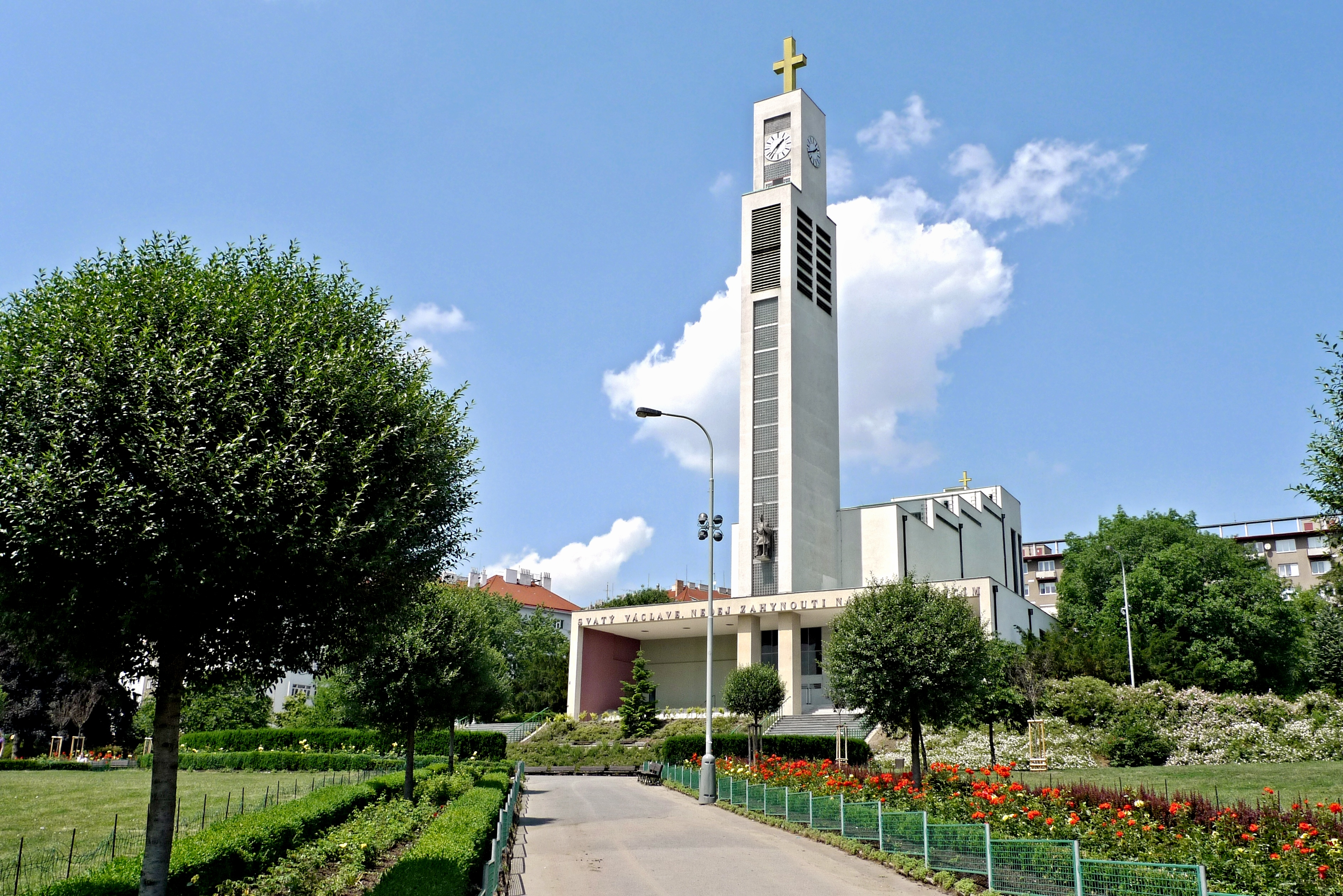
Kostel sv. Václava
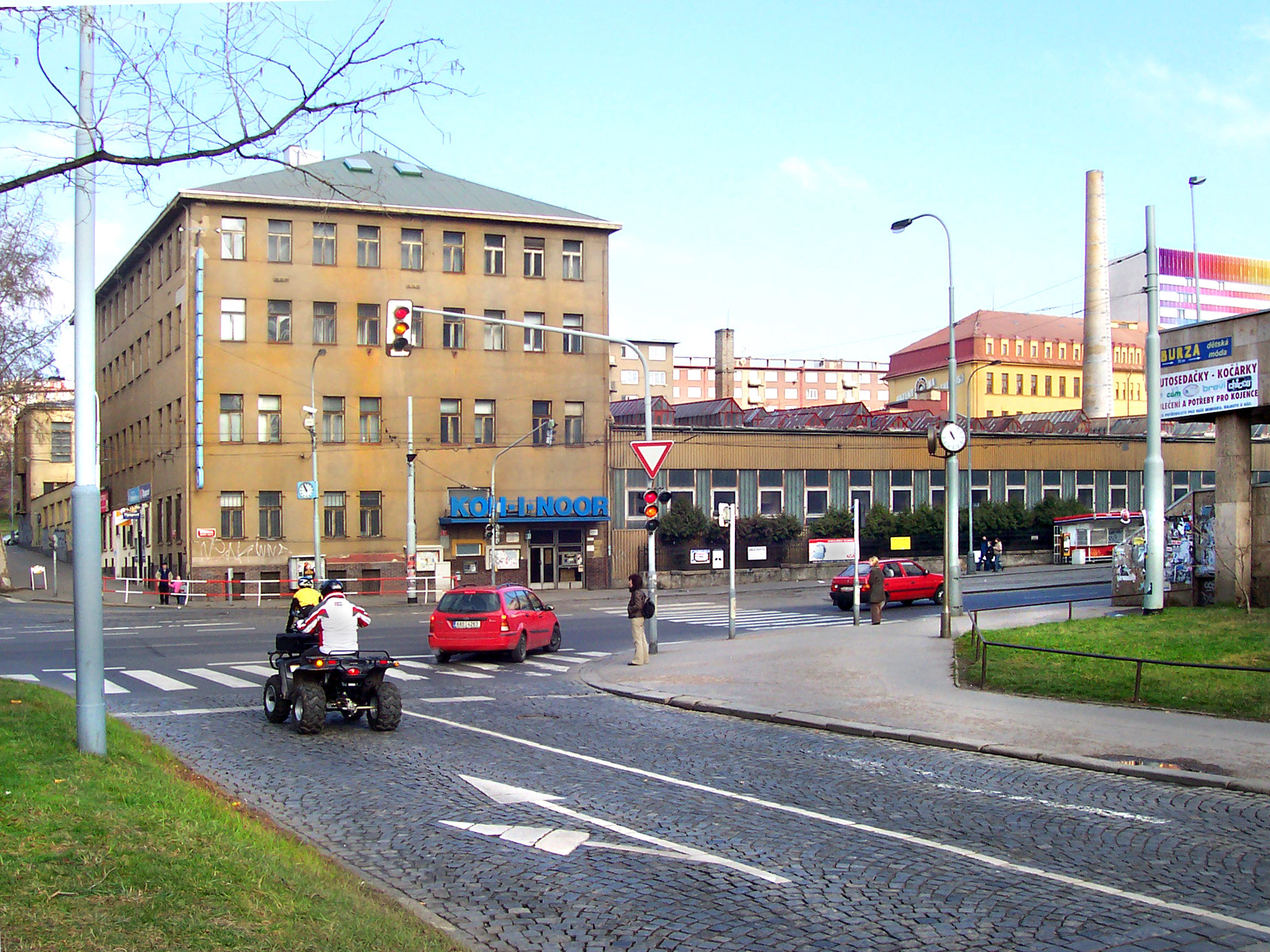
Areál Koh-i-nooru
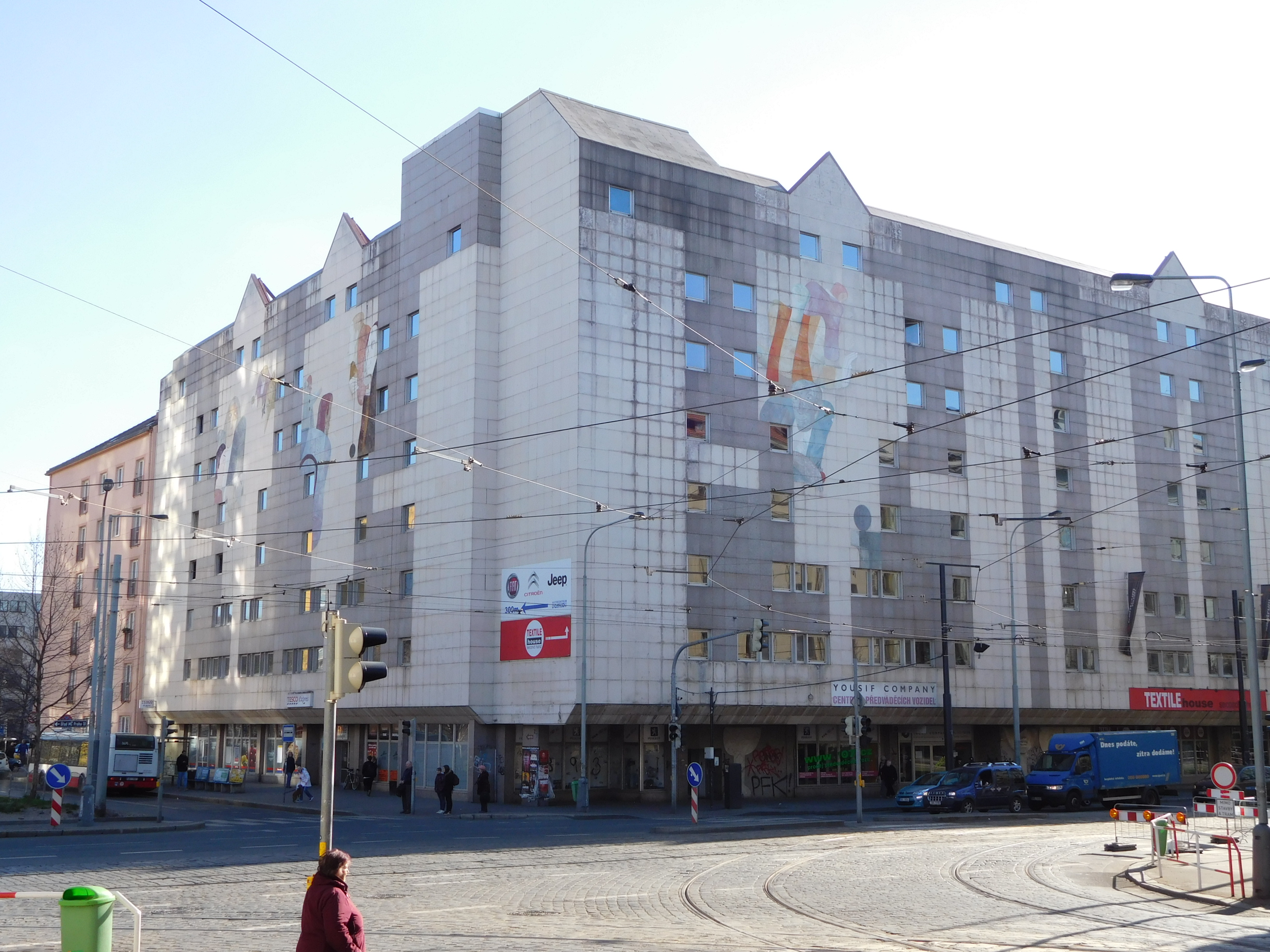
Moderní budova na nároží s Vršovickou (Moskevská 466/82)
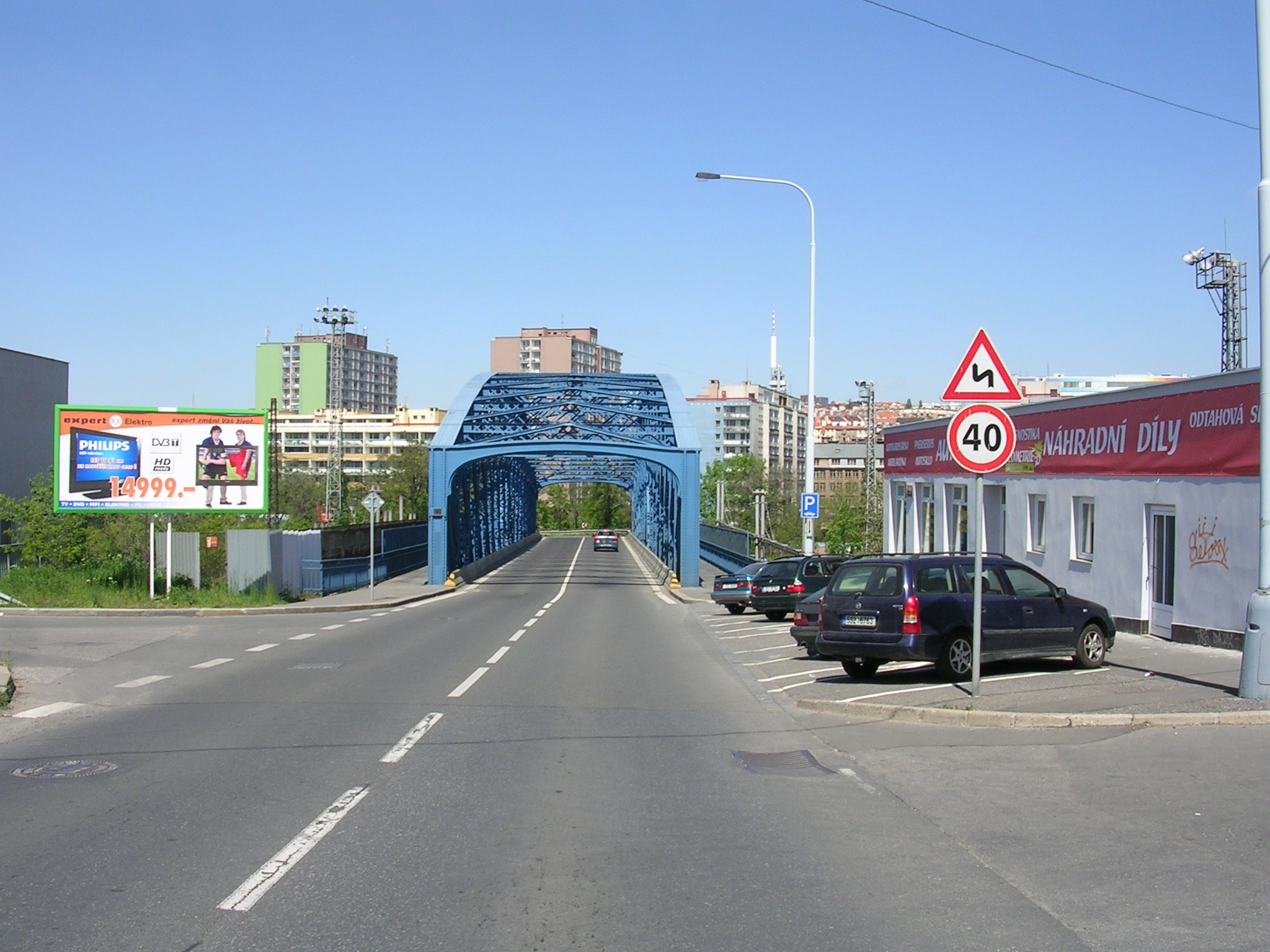
Ocelový most přes železnici (pohled z jihu)
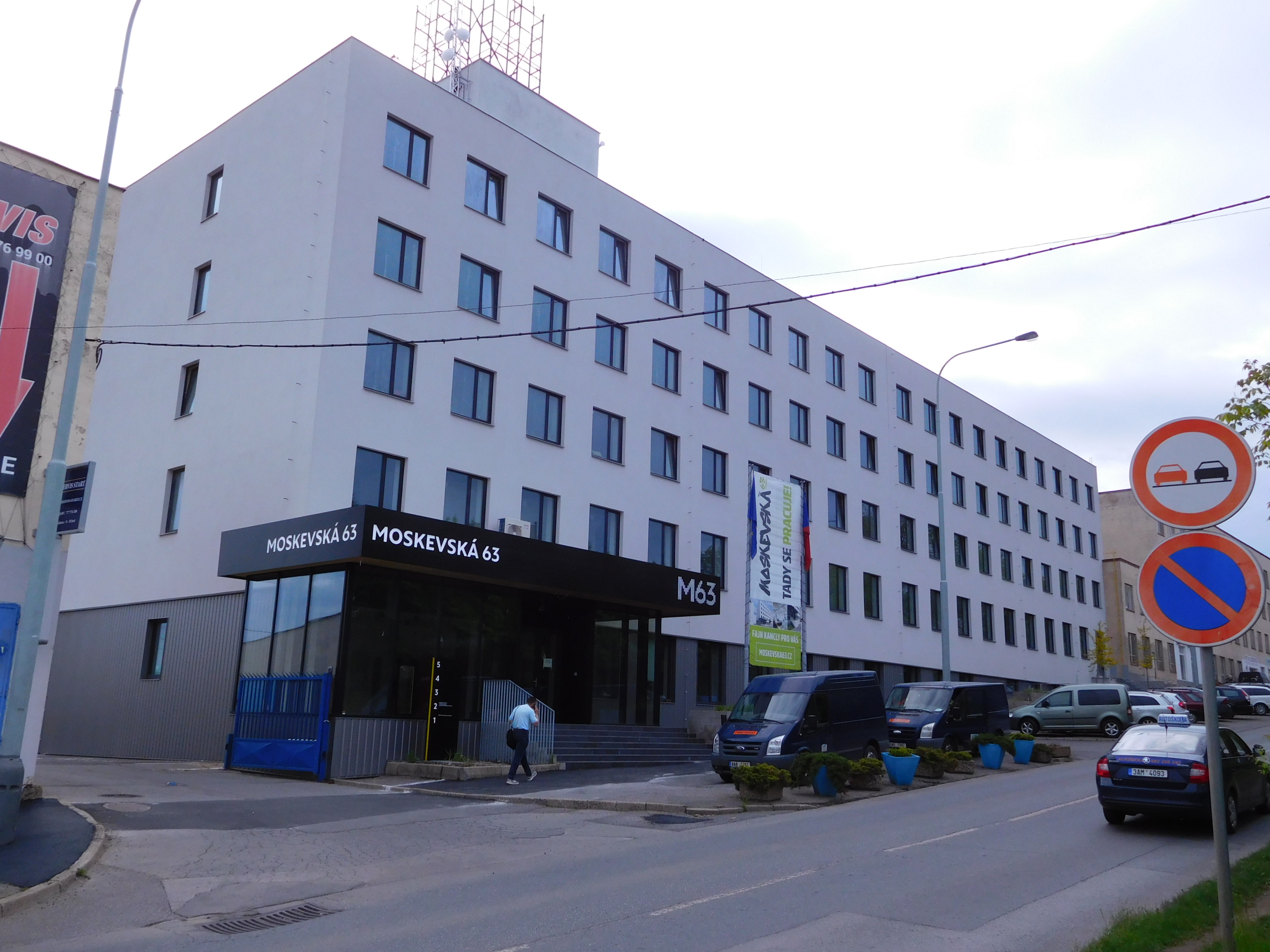
Budova bývalé továrny Zbrojovka Praga (Moskevská1523/63)
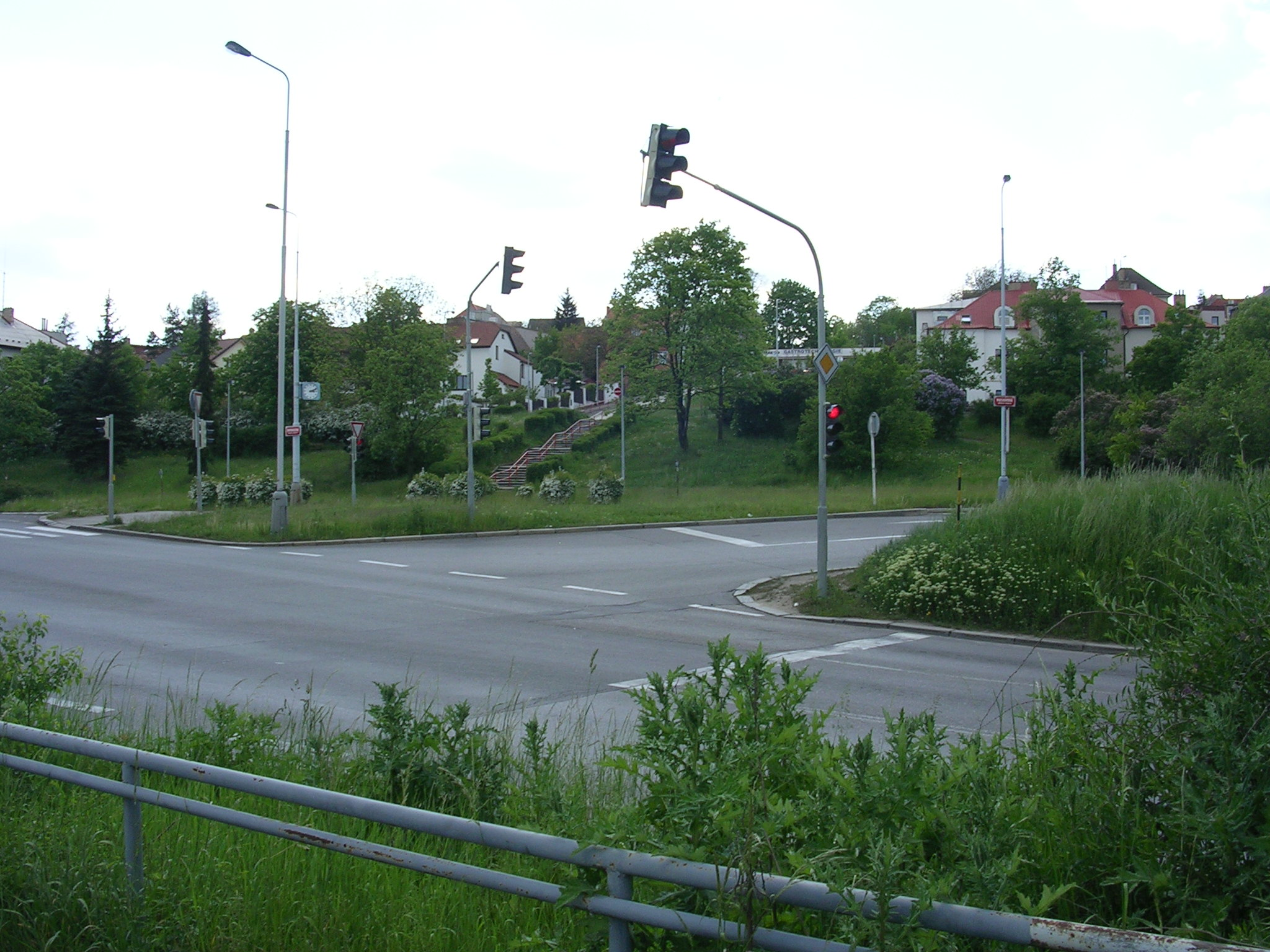
Jižní konec ulice (Moskevská vpravo vzadu, vpředu U Vršovického hřbitova)